# Sehwan Sharif

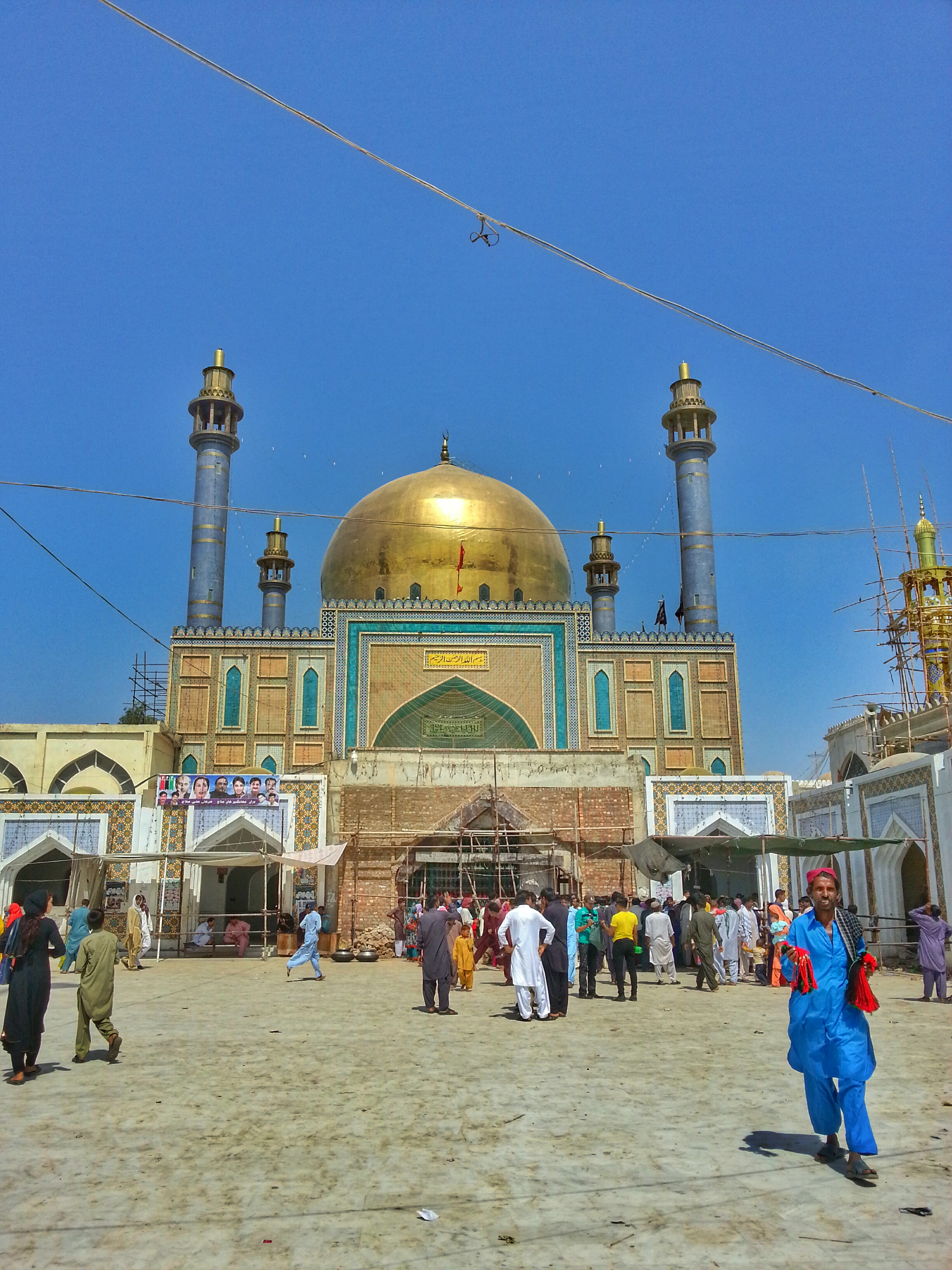
Schrein von Lal Shahbaz Qalandar in Sehwan Sharif

Sehwan Sharif, auch Sehwan (Urdu سیہون, Sindhi سيهوڻ) ist eine Stadt im Distrikt Jamshoro in der pakistanischen Provinz Sindh. Die Stadt liegt am Westufer des Flusses Indus, 130 km nordwestlich von Hyderabad, das am Ostufer des Indus liegt.
Der Name Sehwan könnte von „Siwistan“ oder „Sevistan“ stammen. Sevistan war das Königreich Raja Dahirs, das bis in den Punjab unter dem Namen „Shivi“ reichte. Zur Zeit Alexanders des Großen führte Sehwan den Namen Sindimana und war die Hauptstadt des indischen Fürsten Sambos. Als Alexander 325 v. Chr. nach seinem Entschluss zur Beendigung seines Asienfeldzugs und Rückkehr in den Westen den Indus bis zu dessen Mündung ins Arabische Meer hinabfuhr und dabei in Sambos’ Reich eindrang, ließ er Sindimana belagern. Er konnte die Stadt dadurch erobern, dass das makedonische Heer von außen einen unterirdischen Gang grub, durch den es ins Stadtinnere gelangte. Im Jahr 711 n. Chr. wurde die Stadt durch Muhammad bin Qasim erobert und zwei Jahrhunderte später durch Mahmud von Ghazni. Auch der Mogulreich-Kaiser Humayun versuchte vergeblich, sie zu erobern. Dies gelang jedoch erst seinem Sohn Akbar I. Unter Juni Bek wurde sie Hauptstadt des Königreichs Thatta.
Die Stadt hat einen Schutzheiligen, den Sufi Lal Shahbaz Qalandar, der hier im 13. Jahrhundert lebte. Sein Schrein ist Ziel von jährlich über hunderttausend Pilgern. Der in der Nähe gelegene Mancharsee ist der größte Süßwassersee Pakistans.
Am 16. Februar 2017 wurden bei einem verheerenden Selbstmordattentat am Schrein von Lal Shahbaz Qalandar mindestens 90 Menschen getötet und mehr als 350 verletzt. Der IS bekannte sich zu der Tat.

## Verkehr
Die Stadt hat einen eigenen Flughafen, den Sehwan Sharif Airport. Der Bahnhof Sehwans ist an die Linie Kotri–Attock angeschlossen.